# Горяиновы

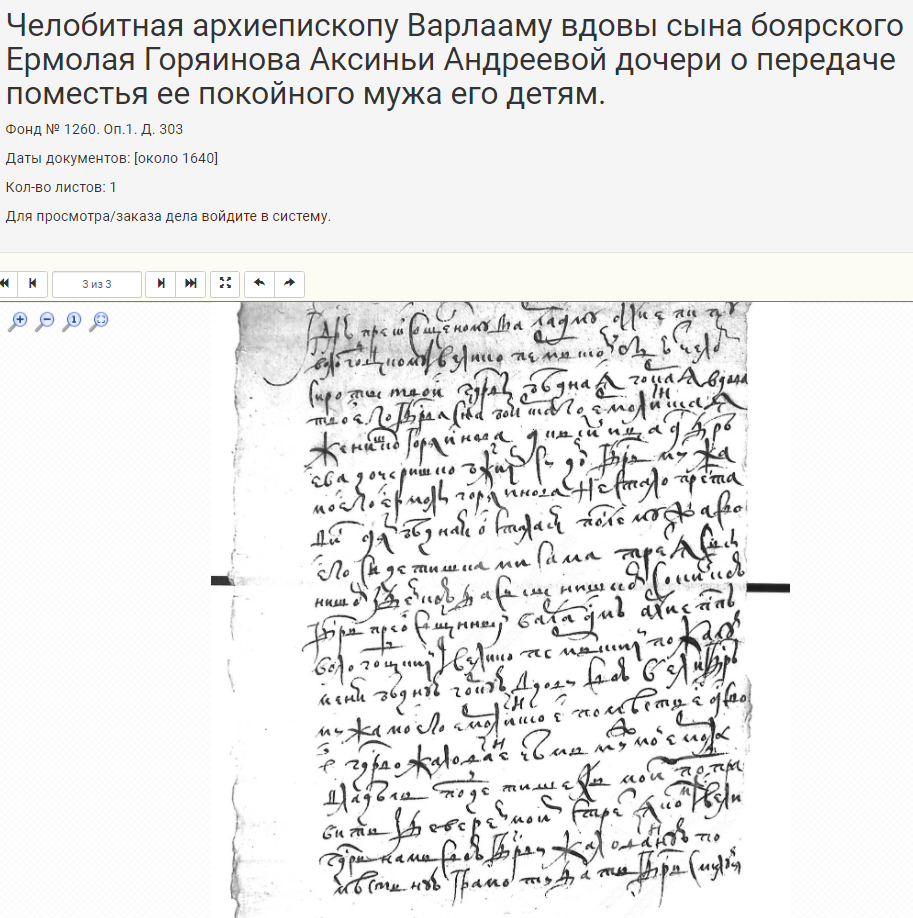
Государственный Архив Вологодской области,фонд 1260,опись 1,дело 303

Горяиновы (Горяйновы) — семнадцать дворянских родов различного происхождения.
Два рода Горяиновых внесены в Гербовник:
1. От Алексея Горяйнова, два сына которого Патрикей и Василий убиты в Казанском походе (1550). Потомство Василия служило по Курску, Шацку и Москве, владело поместьями в Муромском, Псковском, Пусторжевском и Бежецком уездах.
2. От Ермолая Минича, получившего поместье от Вологодского архиепископа (1611).
3. Родоначальник Константин Иванович Горяинов, пожалованного поместьем в Пусторжевском уезде в (1636), внесён в VI часть дворянские родословной книги Псковской губернии (Гербовник, V, 94).
4. Потомки стольника Семёна Максимовича Горяинова (Герб. Часть VI. № 125).
5. Родоначальники, братья Андрей и Кондратий Горяиновых, жалованные поместьями (1645). Их потомки при Петре I за уклонение от службы записаны в однодворцы и восстановлены в дворянском достоинстве при Павле I. Род внесен в VI часть родословной книги Курской и Тамбовской губерний.
6. Род, записанный в VI часть родословной книги Курской и Воронежской губерний.
7. Внесены в VI часть родословной книги Новгородской губернии.
8. Внесены в VI часть родословной книги Ярославской, Костромской и Владимирской губерний, также восходят к XVII веку.

Остальные роды Горяиновых — позднейшего происхождения.

## История рода
Патрикей и Василий Алексеевичи, Иван Васильевич Горяиновы - погибли в зимнем походе на Казань (1550), их имена внесены в синодик Московского Успенского собора на вечное поминовение. Опричниками Ивана Грозного числились: Верещага, Иван, Третьяк и Юрий Горяиновы (1573).
В XVII столетии Горяиновы владели поместьями в Шелонской пятине, Рязанском, Зарайском, Белёвском, Ростовском, Арзамасском, Угличском, Ярославском, Обоянском уездах.
Десять представителей рода владели населёнными имениями (1699).

## Описание гербов

#### Герб. Часть V. № 94.
Родовой герб Горяиновых: щит разделён горизонтально на две части, из коих в верхней в красном поле изображён золотой крест. В нижней части в голубом поле — серебряная луна, рогами вверх обращённая (изм. польский герб Шелига). Щит увенчан обыкновенным дворянским шлемом с дворянской на нём короной и тремя страусовыми перьями. Намёт на щите голубой и красный, подложенный серебром.

#### Герб. Часть VI. № 125.
Герб потомства стольника Семена Максимовича Горяинова: в щите, имеющем голубое поле перпендикулярно изображена летящая вверх золотая стрела, около которой виден обвитый змий, головою вниз. Щит увенчан дворянскими шлемом и короною с страусовыми перьями. Намёт на щите голубой, подложенный золотом.

## Известные представители
- Горяинов Петр Андреевич — воевода в Великих Луках (1610).
- Горяинов Иван Васильевич — стольник патриарха Филарета (1627), московский дворянин (1636-1640).
- Горяинов Иван — дьяк (1658-1677).
- Горяиновы: Андрей Максимович, Афанасий Сергеевич, Иван, Степан и Михаил Семеновичи, Семен и Федор Максимовичи — стольники (1686-1692).
- Горяинов Андрей Федорович — стольник царицы Евдокии Федоровны (1692)[5][6].